# Юнцзя
Юнцзя́ (кит. упр. 永嘉, пиньинь Yǒngjiā) — уезд городского округа Вэньчжоу провинции Чжэцзян (КНР).

## История
Во времена первых централизованных империй эти места входили в состав округа Куайцзи (会稽郡), власти округа размещались на месте современного Сучжоу. Во времена империи Хань в 192 году до н. э. император Хуэй-ди дал Цзоу Яо титул «Дунхайского князя» (东海王) и удел Дунъоу в этих местах; княжеская резиденция находилась в северной части современного уезда Юнцзя. В 110 году до н. э. в составе округа Куайцзи был создан уезд Иньсянь (鄞县). В 85 году до н. э. из уезда Иньсянь был выделен уезд Хуэйпу (回浦县). Во времена Восточной Хань уезд Хуэйпу был переименован в Чжанъань (章安县), а потом из него был выделен уезд Юннин (永宁县). 
В эпоху Троецарствия в 257 году из округа Куайцзи был выделен округ Линьхай (临海郡), власти которого разместились в уезде Чжанъань; уезд вошёл в состав округа Линьхай. Во времена империи Цзинь в 323 году южная часть округа Линьхай была выделена в отдельный округ Юнцзя (永嘉郡).
Во времена империи Суй в 589 году уезд Юннин был переименован в Юнцзя.
После образования КНР в 1949 году часть уезда Юнцзя, находящаяся южнее реки Оуцзян, была выделена в город Вэньчжоу, подчинённый напрямую властям провинции Чжэцзян, а сам уезд вошёл в состав Специального района Вэньчжоу (温州专区). В 1973 году Специальный район Вэньчжоу был переименован в Округ Вэньчжоу (温州地区). В 1981 году город Вэньчжоу и округ Вэньчжоу были объединены в городской округ Вэньчжоу.

## Административное деление
Уезд делится на 8 уличных комитетов и 10 посёлков.

## Экономика
Поселок Цяося уезда Юнцзя считается «столицей развивающих игрушек Китая» (на уезд приходится 60 % китайского производства и продаж обучающих игрушек и 30 % мирового рынка таких товаров). Ещё в 1970-х годах в поселке появилось множество маленьких мастерских по изготовлению наглядных учебных пособий, а по состоянию на 2022 год в Цяося ежедневно выпускали более 30 тыс. развивающих игрушек, которые поставлялись в разные уголки Китая, а также в более чем 100 стран и регионов мира. В 2022 году в уезде Юнцзя насчитывалось свыше 800 предприятий, занимающихся изготовлением или вспомогательным производством обучающих игрушек, их годовой объём производства составлял 7 млрд юаней (более 980 млн долл. США). В этой сфере было занято более 200 тыс. местных жителей.